# Meprobamato
El meprobamato es un fármaco ansiolítico derivado del carbamato. Al igual que su congénere, el tibamato, es miembro de una clase química llamada propanodioles, pero que es farmacológicamente muy similar a los barbitúricos.

## Usos
El medicamento fue empleado en la terapia de los trastornos de ansiedad o para el alivio a corto plazo de los síntomas de la ansiedad.

## Descripción
El Meprobamato es un polvo cristalino blanco inodoro. Sabor amargo. Las soluciones en agua son neutras o ligeramente ácidas.

## Antecedentes
El meprobamato fue creado por Bernard John Ludwig y Frank Milan Berger en mayo de 1950 mientras laboraban en Carter Products. Se vio utilidad del meprobamato para el tratamiento del trastorno de ansiedad generalizada y se introdujo en la terapia clínica en 1955. El meprobamato era un relajante muscular "central" y se basó en la estructura de la mefenesina, un antiespasmódico. Pronto se vio que la eficacia del meprobamato era limitada y que además podría causar dependencia. Este descubrimiento ocurrió en un momento en que se notó la actividad ansiolítica del clordiazepóxido, la primera benzodiazepina.

## Efectos secundarios y adversos
Los efectos no deseados incluyen dolores de cabeza, excitación paradójica, confusión, deterioro cognitivo y psicomotor y confusión en los ancianos.

## Desventajas
La interacción con el alcohol puede ser peligrosa. Provoca depresión respiratoria y es tóxico en caso de sobredosis. El uso a largo plazo puede inducir dependencia con reacciones de abstinencia severas. El uso y abuso recreativo puede ocurrir, por lo que es una sustancia controlada.
El meprobamato es el metabolito activo del relajante muscular carisoprodol, sin embargo, este último fue retirado de la lista de sustancias controladas.

## Uso en embarazo y lactancia
Pocas indicaciones existen para el meprobamato en la mujer embarazada. Si se requiriera, se debe evitar el primer trimestre ya que es la opción más segura, pero la exposición inadvertida no parece representar un riesgo importante. Estudios de vigilancia no respaldaron las asociaciones con defectos reportados en estudios anteriores. En esos estudios, los defectos pueden haber ocurrido por casualidad o haber sido causados por factores no identificados. Además, el meprobamato es el metabolito activo del carisoprodol. Ese agente se ha usado durante el embarazo sin causar defectos de nacimiento.
El meprobamato se excreta en la leche materna en concentraciones 2 a 4 veces mayores que las del plasma materno. La falta de efectos adversos detectables en lactantes sugiere que el riesgo de toxicidad es bajo, al menos en los bebés que también estuvieron expuestos durante el embarazo. Iniciar meprobamato durante la lactancia puede tener diferentes resultados en un lactante. El Formulario Nacional Británico recomienda no emplear el fármaco mientras amamantan a sus bebés. Las mujeres que toman meprobamato y que eligen amamantar deben vigilar de cerca a sus bebés para detectar sedación y otros cambios en el comportamiento o las funciones.